# Biblioteca Gilberto Freyre
A Biblioteca Gilberto Freyre, é uma biblioteca municipal, localizada no bairro de Sapopemba, município de São Paulo, Brasil.
Construída em 1986, somente em 1988 foi aberta a população pelo prefeito Jânio Quadros,  sendo a primeira biblioteca pública a se instalar em Sapopemba.
Administrada pela Secretaria Municipal de Cultura, seu acervo de mais de 16 mil livros atende adultos e alunos do ensino fundamental, médio e superior, principalmente das instituições de ensino de seu entorno.
A sua denominação é uma homenagem a Gilberto Freyre, um dos mais  importantes sociólogos e escritores brasileiros, nascido em 1900 em Recife, Pernambuco. Faleceu em 18 de julho de 1987, deixando mais de 23 obras criadas.
Em 2008, a biblioteca passou por uma reforma, viabilizada por recursos de emenda parlamentar de autoria do político Chico Macena, inseridas no orçamento do município de São Paulo pelo então vereador, permitindo ampliação do acervo, recuperação do imóvel e jardim.